# Listă de localități din regiunea Cernăuți
Aceasta este o listă de localități din Regiunea Cernăuți
1. Andrechivsche, Putila
2. Aresteuca, Hotin
3. Arșița, Storojineț
4. Atachi, Hotin
5. Babin, Chelmenți
6. Babin, Vijnița
7. Babin, Zastavna
8. Bahna, Vijnița
9. Balamutca, Zastavna
10. Bălcăuți, Noua Suliță
11. Bănceni, Herța
12. Bănila pe Ceremuș, Vijnița
13. Bănila pe Siret, Storojineț
14. Bârnova, Chelmenți
15. Becești, Herța
16. Belăuți, Hotin
17. Beleusovca, Secureni
18. Berbești, Cozmeni
19. Berejnița, Vijnița
20. Berejonca, Vijnița
21. Berestea, Noua Suliță
22. Berhomet pe Siret
23. Berhomet, Cozmeni
24. Bila, Cozmeni
25. Biscău, Putila
26. Bischiv, Putila
27. Blișciadi, Hotin
28. Bobești, Storojineț
29. Bocicăuți, Hotin
30. Boian, Noua Suliță
31. Borăuți, Cozmeni
32. Bordei, Cozmeni
33. Boianceni, Zastavna
34. Brăila, Chelmenți
35. Broscăuții Noi, Storojineț
36. Broscăuții Vechi, Storojineț
37. Brusenchi, Cozmeni
38. Buda Mare, Herța
39. Buda Mică, Herța
40. Buda, Noua Suliță
41. Budineț, Storojineț
42. Burdiug, Chelmenți
43. Buzovița, Chelmenți
44. Căbești, Storojineț
45. Cadobești, Zastavna
46. Călinești, Cozmeni
47. Camena, Storojineț
48. Câmpulung pe Ceremuș, Putila
49. Capilauca, Hotin
50. Carapciu pe Ceremuș, Vijnița
51. Ceponosa, Hotin
52. Cerlina Mare, Noua Suliță
53. Cernăuca, Noua Suliță
54. Cetatea Hotin
55. Chelmenți
56. Chibachi, Vijnița
57. Chisălău, Cozmeni
58. Chisălăul Nou, Cozmeni
59. Chiselițeni, Putila
60. Chișla-Nedjimeni, Chelmenți
61. Chișla-Salieva, Noua Suliță
62. Chișla-Zamjieva, Chelmenți
63. Cimitirul evreiesc din Hotin
64. Cincău, Zastavna
65. Ciornohuzi, Vijnița
66. Ciortoria, Cozmeni
67. Cireș, Storojineț
68. Cireșel, Vijnița
69. Ciudei, Storojineț
70. Clișcăuți, Hotin
71. Clivești, Cozmeni
72. Clivodin, Cozmeni
73. Clocucica, Cozmeni
74. Cobâlceni, Secureni
75. Cofa, Chelmenți
76. Colencăuți, Hotin
77. Comărești, Storojineț
78. Comarova, Chelmenți
79. Coniatin, Putila
80. Cormani, Secureni
81. Cornești, Hotin
82. Corostuvata, Cozmeni
83. Cosovanca, Storojineț
84. Costești, Storojineț
85. Costiceni, Noua Suliță
86. Costrijeni
87. Coșuleni, Noua Suliță
88. Coteleu, Noua Suliță
89. Cotul Boianului, Noua Suliță
90. Cotul Ostriței, Noua Suliță
91. Cotul-Vânători, Cozmeni
92. Cozăreni, Chelmenți
93. Cozmeni
94. Crasna
95. Crăsnișoara Nouă, Storojineț
96. Crăsnișoara Veche, Storojineț
97. Crișceatec, Zastavna
98. Cristinești, Hotin
99. Crocva, Chelmenți
100. Cruglic, Hotin
101. Cuciurul Mare, Storojineț
102. Cuciurul Mic, Zastavna
103. Culeuți, Zastavna
104. Culiceni, Herța
105. Culișcăuți, Secureni
106. Dăncăuți, Hotin
107. Darabani, Hotin
108. Davideni, Storojineț
109. Davidești, Cozmeni
110. Dihtineț, Putila
111. Dihtinețul Mic, Putila
112. Dinăuți, Noua Suliță
113. Dobronăuți, Zastavna
114. Dolineni, Hotin
115. Doljoc, Noua Suliță
116. Doroșăuți, Zastavna
117. Drăcineț, Cozmeni
118. Drăcineții Noi, Cozmeni
119. Dubăuți, Cozmeni
120. Dubova, Storojineț
121. Dumbrava, Cozmeni
122. Dumbrava, Storojineț
123. Dumeni, Noua Suliță
124. Falcău, Vijnița
125. Forostna, Noua Suliță
126. Foșchi, Putila
127. Galițea, Secureni
128. Gavrilești, Cozmeni
129. Godinești, Herța
130. Gordeuți, Hotin
131. Grineacica, Hotin
132. Gropi, Putila
133. Grozinți, Hotin
134. Grubna, Secureni
135. Grușevița, Chelmenți
136. Gura Putilei, Putila
137. Gvăzdăuți, Secureni
138. Hajdeu de Sus, Hotin
139. Halițivca, Putila
140. Herța
141. Hlibacioc, Storojineț
142. Hlinița, Cozmeni
143. Hlinița, Noua Suliță
144. Hodilău, Storojineț
145. Holoșina, Putila
146. Horbova, Herța
147. Horoșăuți, Zastavna
148. Horova, Putila
149. Hotin
150. Hreațca, Herța
151. Hreblina-Câmpulung, Putila
152. Hreblina-Dihtineț, Putila
153. Hrobișce, Putila
154. Iablonița, Putila
155. Iablunivca, Zastavna
156. Ialovățul de Jos, Putila
157. Ialovățul de Sus, Putila
158. Ianăuți, Chelmenți
159. Igești, Storojineț
160. Iosipovca, Zastavna
161. Ispas, Vijnița
162. Iujineț, Cozmeni
163. Iurcăuți, Zastavna
164. Ivancăuți, Cozmeni
165. Jadova Nouă, Storojineț
166. Jadova, Storojineț
167. Lacul Novodnistrovsk
168. Lăpușna, Vijnița
169. Lașchiuca, Cozmeni
170. Lecheci, Vijnița
171. Lehăcenii Tăutului, Noua Suliță
172. Lencăuți, Chelmenți
173. Leușenii Tăutului, Noua Suliță
174. Levinți, Chelmenți
175. Lipoveni, Vijnița
176. Lipovețul Mare, Putila
177. Lomacineți, Secureni
178. Lopativ, Secureni
179. Lucăceni, Chelmenți
180. Lucavăț, Vijnița
181. Lucovița, Herța
182. Lujeni
183. Lunca, Herța
184. Lustun, Putila
185. Macareanca, Chelmenți
186. Mahala, Noua Suliță
187. Maidan-Ispas, Vijnița
188. Maidan-Lucavăț, Vijnița
189. Maidanul de Mijloc, Vijnița
190. Maiorca, Chelmenți
191. Malatineți, Cozmeni
192. Mălinești, Noua Suliță
193. Malinți, Hotin
194. Mămăești, Cozmeni
195. Mămăliga, Noua Suliță
196. Mamornița, Herța
197. Măreniceni, Putila
198. Marșenița, Noua Suliță
199. Mega, Vijnița
200. Mejabrode, Putila
201. Mendicăuți, Secureni
202. Mendicăuții Noi, Secureni
203. Mihăileanca, Chelmenți
204. Mihăileanca, Secureni
205. Mihalcea, Storojineț
206. Mihoreni, Herța
207. Mihova, Vijnița
208. Milie, Vijnița
209. Mitcău, Zastavna
210. Mlinchi, Hotin
211. Mogoșești, Herța
212. Moldova, Secureni
213. Molnița, Herța
214. Moșaneți, Chelmenți
215. Mosoreni, Zastavna
216. Movila, Herța
217. Nagoreni, Chelmenți
218. Nedăbăuți, Hotin
219. Negreni, Noua Suliță
220. Nelipăuți, Chelmenți
221. Nepolocăuți
222. Neporotova, Secureni
223. Nesfoaia, Noua Suliță
224. Noua Suliță
225. Noua Suliță, Chelmenți
226. Ocna, Zastavna
227. Ocolena, Putila
228. Ojeva, Secureni
229. Onut, Zastavna
230. Orășeni, Cozmeni
231. Oșehlib, Cozmeni
232. Ostra, Cozmeni
233. Ostrița, Herța
234. Panca, Storojineț
235. Pârâul Negru, Zastavna
236. Parcul dendrologic din Storojineț
237. Parcul Național Vijnița
238. Parculina, Putila
239. Pasat, Herța
240. Pășcăuți, Hotin
241. Pătrăuții de Jos, Storojineț
242. Pătrăuții de Sus, Storojineț
243. Percăuți, Chelmenți
244. Perebicăuți, Hotin
245. Petrășeni, Putila
246. Piedicăuți, Cozmeni
247. Pilipăuți, Herța
248. Plai, Putila
249. Plita, Putila
250. Plosca, Putila
251. Ploșci, Putila
252. Pocrovca, Secureni
253. Pohorlăuți, Zastavna
254. Poiana, Hotin
255. Poieni, Herța
256. Poleachivsche, Putila
257. Prelipcea, Zastavna
258. Prigorodoc, Hotin
259. Probotești, Herța
260. Prut, Noua Suliță
261. Putila
262. Putrina, Chelmenți
263. Răchitna, Noua Suliță
264. Raionul Chelmenți
265. Raionul Cozmeni
266. Raionul Herța
267. Raionul Hotin
268. Raionul Noua Suliță
269. Raionul Putila
270. Raionul Secureni
271. Raionul Storojineț
272. Raionul Vijnița
273. Raionul Zastavna
274. Rângaci, Noua Suliță
275. Râpeni, Putila
276. Răpujineț, Zastavna
277. Rarancea, Noua Suliță
278. Rașcov, Hotin
279. Răstoace, Putila
280. Râvna, Cozmeni
281. Respopini, Secureni
282. Resteu-Atachi, Chelmenți
283. Revacăuți, Cozmeni
284. Revcăuți, Noua Suliță
285. Revna pe Ceremuș
286. Rija, Putila
287. Rjavinți, Zastavna
288. Romancăuți, Secureni
289. Ropcea, Storojineț
290. Rosoșani, Chelmenți
291. Rucșin, Hotin
292. Rudca, Zastavna
293. Ruhotin, Hotin
294. Rusca, Putila
295. Samacova, Putila
296. Sămușeni, Zastavna
297. Săncăuți, Hotin
298. Sânger, Noua Suliță
299. Sărata, Putila
300. Sârghieni, Putila
301. Șebutinți, Secureni
302. Secureni
303. Seletin, Putila
304. Seliștea, Secureni
305. Șendreni, Noua Suliță
306. Șerăuții de Sus, Zastavna
307. Serbiceni, Secureni
308. Șerbinți, Noua Suliță
309. Șilăuți, Hotin
310. Șipeniț, Cozmeni
311. Șipotele pe Siret, Vijnița
312. Șipotele Sucevei, Putila
313. Șirăuții de Sus, Hotin
314. Șișcăuți, Cozmeni
315. Șișcăuți, Noua Suliță
316. Șișcăuții Noi, Secureni
317. Slobozia Bănilei, Vijnița
318. Slobozia Comăreștilor, Storojineț
319. Slobozia Nouă, Secureni
320. Slobozia Rarancei, Noua Suliță
321. Slobozia-Varticăuți, Chelmenți
322. Sneci, Storojineț
323. Sokolii, Putila
324. Spasca, Storojineț
325. Șpetchi, Putila
326. Stălinești, Noua Suliță
327. Stăneștii de Jos, Cozmeni
328. Stăneștii de Sus, Cozmeni
329. Stăuceni, Cozmeni
330. Stăuceni, Hotin
331. Steagul Raionului Vijnița
332. Stebni, Putila
333. Ștefănești, Zastavna
334. Stema orașului Cozmeni
335. Stema orașului Secureni
336. Storojineț
337. Stroești, Noua Suliță
338. Strumoc, Secureni
339. Șubrănești, Zastavna
340. Suhoverca, Cozmeni
341. Tărăsăuți, Noua Suliță
342. Târnauca, Herța
343. Tăuteni, Zastavna
344. Teiul Verde, Hotin
345. Tesnițca, Putila
346. Tișăuți, Storojineț
347. Toporăuți, Noua Suliță
348. Torăceni, Putila
349. Tovarnițea, Putila
350. Trei Movile, Storojineț
351. Tulbureni, Hotin
352. Țureni, Herța
353. Ursoaia, Storojineț
354. Vadul Nistrului, Zastavna
355. Vahnăuți, Vijnița
356. Valea, Vijnița
357. Valeva, Cozmeni
358. Vama, Herța
359. Vancicăuții Mari, Noua Suliță
360. Vancicăuții Mici, Noua Suliță
361. Vancineți, Noua Suliță
362. Varticăuți, Chelmenți
363. Vășcăuți
364. Vășcăuți, Secureni
365. Vasilău, Zastavna
366. Vasileuți, Secureni
367. Vaslăuți, Zastavna
368. Verbăuți, Zastavna
369. Vijnicioara, Vijnița
370. Vijnița
371. Vilaucea, Vijnița
372. Vimușiv, Zastavna
373. Vinograd, Cozmeni
374. Vipcina, Putila
375. Viteluvca, Cozmeni
376. Vitreanca, Secureni
377. Vlădicina, Hotin
378. Volcineț, Vijnița
379. Volcineți, Chelmenți
380. Voloca, Vijnița
381. Voloșcova, Secureni
382. Vorniceni, Hotin
383. Voronovița, Chelmenți
384. Vrânceni, Zastavna
385. Zabolotie, Storojineț
386. Zadobruvca, Zastavna
387. Zahariceni, Putila
388. Zamoghila, Putila
389. Zamostea, Vijnița
390. Zaricicea, Vijnița
391. Zarojani, Hotin
392. Zastavna
393. Zavoloca, Storojineț
394. Zelena, Chelmenți
395. Zeleneu, Cozmeni
396. Zvineace, Zastavna